# Provincia di Padre Abad
La provincia di Padre Abad è una provincia del Perù, situata nella regione di Ucayali. 

## Capoluogo e data di fondazione
Il capoluogo è Aguaytía.
La provincia è stata istituita il 2 luglio 1943.

## Superficie e popolazione
- 8822,5 km²
- 44 310 abitanti (inei2005)

## Geografia antropica

### Suddivisioni amministrative
È divisa in tre distretti  (comuni).
- Curimaná (Curimaná)
- Irazola (San Alejandro)
- Padre Abad (Aguaytía)